# Sukobendu
Sukobendu is een bestuurslaag in het regentschap Lamongan van de provincie Oost-Java, Indonesië. Sukobendu telt 5482 inwoners (volkstelling 2010).